# Take It Off (canción de Kesha)
«Take It Off» —en español: «Quítatelo»— es una canción por la cantante y compositora estadounidense Kesha, de su álbum debut, Animal. La canción fue escrita por Kesha, Lukasz Gottwald y Claude Kelly y fue producida por Dr. Luke con la edición de voz por Emily Wright. Fue lanzada cómo el cuarto sencillo oficial del álbum el 13 de julio de 2010. El escrito inicial de «Take It Off» consistió en asistir a un espectáculo e insitarse por hombres travestis sacándose su ropa. La canción es un dance-pop que usa grandes cantidades de auto tune y utiliza un ritmo electro infundido.
Las críticas de la canción han sido mezcladas a lo positivo. Una queja entre los críticos fue la demostración de voz excesivamente procesada con el uso de auto tune. Otros críticos sintieron que la canción era fuerte, una canción irresistible dance-pop estrictamente hecha para la pista con un mensaje sin preocupaciones grandes. Debido a las ventas fuertes digitales del lanzamiento de Animal, la canción se enlistó en Estados Unidos, Reino Unido, y Canadá antes de ser anunciado cómo sencillo. Desde su lanzamiento cómo sencillo la canción ha llegado al top 20 en Canadá, Irlanda, Nueva Zelanda, Australia, y Estados Unidos.
El vídeo musical para el sencillo fue lanzado el 3 de agosto del 2010. El vídeo presenta a Kesha y sus amigos en otro planeta bailando mientras que poco a poco se convierten en polvo de estrellas. Kesha explicó en una entrevista que la idea principal detrás del vídeo era en sacar las inhibiciones y ser "crudo y real". El 13 de agosto de 2010, Kesha presentó "Take It Off" junto a sus sencillos "Your Love Is My Drug" y "Tik Tok" en Today Show de NBC.

## Escritura e inspiración
"Take It Off" fue escrita por Kesha, junto a Dr. Luke, y Claude Kelly. La canción fue producida por Luke con la edición vocal hecha por Emily Wright. Durante una entrevista con la revista Esquite, Kesha explicó cómo se escribió la canción, "Tengo una canción [...] llamada 'Take It Off' sobre cuando fui a un espectáculo, y que sorprendida estaba cuando éstos hombres travestis se comenzaron a quitar la ropa. Me dije, ¿qué es lo que me hace?" Un crítico de música, Bill Lamb, comentó sobre la escritura de la canción destacando que la letra era simbólica, diciendo, "[la canción] se las arregla para ampliar en un himno sobre la expresión libre [...] [una] celebración del poder de la noche, y un poco de alcohol, para ayudar a las inhibiciones del día."

## Composición
"Take It Off" es una canción dance-pop que incorpora elementos de electropop. El comienzo de la canción utiliza un "golpeteo, electro con crescendos furiosos". El estribillo, al igual que gran parte de la canción, emplea un "electro bubblegummy" con grandes cantidades de auto tune. Daniel Brockman de The Phoenix describió la canción cómo "una adaptación auto tuned" de "There's a Place in France".

## Críticas
Amar Toor de AOL Radio le dio a la canción una crítica positiva diciendo, "Al igual que el resto del álbum, esta nueva canción es simplemente hecha para la pista de baile. Y, al igual que Kesha en sí misma, la canción parece encarnar lo implacable, el hedonismo sin preocupaciones en las mejores condiciones." También señaló, "Y cuándo Kesha habla sobre 'un lugar que sé', dónde 'tienen hardcore y hay escarcha en el suelo' en el estilo de una canción de sexto grado, es difícil para cualquiera no sentir la necesidad de haber volado." Bill Lamb de About.com le dio al sencillo cuatro de cinco estrellas. Estaba preocupado por la profundidad lírica en general y sobre el uso de auto tune, pero felicitó la canción por su "fantásticos, irresistibles, pegadizos coros" con "un estado de ánimo festivo de abandonar las inhibiciones." Señaló que "con el volumen subido y el estribillo animándote a "sacarte todo", quizás te sientas inspirado en seguir las órdenes. El efecto final de la canción es muy catártico, ya que insinúa con firmeza que no hay más un "sacar todo" que las simples prendas de vestir."
Monica Herrera de la revista Billboard criticó la canción por su demostración a las voces excesivamente elaboradas observando la facilidad en que un artista puede "perderse en un mar de auto tune". Continuó indicando que "es difícil darse cuenta sí la chica fiestera de California puede cantar." Robert Copsey de Digital Spy conoció la canción con una crítica mixta. Comentó en la elección del sencillo "los atisbos de emoción se muestran en su último sencillo, 'Your Love Is My Drug', ya se han ido cómo su sobriedad." Aunque él no estaba completamente convendido, escribió, "[aunque] las voces son más procesadas que una cadena de queso [...] la combinación de un ritmo lúdico se engancha y la producción electro de Dr. Luke hacen ésta cancioncilla bastante irresistible para la pista de baile." Le dio al sencillo tres de cinco estrellas. Fraser McAlpine de BBC le dio a la canción una crítica mixta dándole a la canción tres de cuatro estrellas. Fraser criticó la elección de la canción comentando, "hay un miedo que sí Kesha revela que es una joven flor sensitiva después de todo, con sentimientos reales y un buen, corazón puro."

## Posiciones
En enero de 2010, debido a las fuertes ventas digitales, la canción llegó a los Estados Unidos, Canadá, y Reino Unido. debutando en ochenta y cinco, cuarenta y cinco, y ciento doce respectivamente. En Estados Unidos, la canción volvió a entrar a Billboard Hot 100 en el número noventa y dos en la fecha de emisión del 7 de agosto de 2010. La canción subió constantemente las listas durante seis semanas antes de finalmente llegar a la cima del ocho en su octava semana en las listas. En Canadá, la canción subió y descendió la lista por viente semanas antes de dejar la lista. El 13 de julio de 2010, la canción entró a la lista en el puesto número ochenta y seis. Después de ascender a las listas por seis semanas el sencillo llegó al número diez.
En Reino Unido, la canción fue enlistada en UK Singles Chart por una semana antes de salir la semana siguiente. En la fecha de 28 de agosto de 2010, el sencillo entró a la lista en el cuarenta y cuatro. La canción desde allí ha llegado al número veintiocho. En Nueva Zelanda, "Take It Off" entró a la lista en el número treinta y dos en la fecha del 12 de julio de 2010. En la semana siguiente el sencillo llegó al número veintidós. Después de seis semanas más de ascender las listas, el sencillo llegó al número catorce en su octava semana en la lista. El 22 de agosto de 2010, el sencillo entró a la lista Australian Singles en el número veintinueve. La canción ascendió a la lista por tres semanas eventualmente llegando al máximo cinco.

## Vídeo musical

### Historia
El vídeo se estrenó en Vevo el 3 de agosto de 2010. Fue dirigido por Paul Hunter y Dori Oskowitz. Kesha reveló la idea principal del vídeo en una entrevista explicando que "[el vídeo trata] sobre yo y todos mis amigos irrumpiendo en un hotel en otro planeta, y en el final nos convertimos en un polvo de estrellas hermoso. Una vez que te sacas todo, todas tus inhibiciones, tus ropas, todos estamos hechos de lo mismo." Kesha explicó que no quería que el vídeo tratara de "sacarse todo", que el mensaje detrás del vídeo y el tema no era "simplemente sacarse las ropas y rodar en brillo. También es sobre sacar tus inhibiciones y ser crudo y real."

### Sinopsis
El vídeo comienzo con Kesha siendo vista en una motocicleta. Ella procede a caminar mientras sus amigos la siguen por detrás mientras entran a un hotel. Mientras el estribillo de la canción comienza, Kesha y sus amigos comienzan a correr en el hotel bailando y saltando rejas. Los amigos se reúnen alrededor de una piscina vacía y comienzan a sacarse las ropas uno de los otros; mientras esto sucede es revelado que están eun planeta diferente y Kesha es vista revolcándose en la arena. Lentamente mientras alguno de sus amigos comienzan a sacar sus ropas, comienzan a convertirse en polvo de estrellas. El grupo comienza a bailar en la piscina con alguno de los asistentes de la fiesta que terminan siendo explosiones de polvo. El resto de los amigos continúan bailando en el polvo que ahora está cubriendo el fondo de la piscina. Mientras esto está pasando todos comienzan a perder diferentes partes de sus cuerpos mientras explotan en polvo de estrellas multicolores. El vídeo termina con todos hechos polvo con Kesha comenzando a "desabrocharse" a sí misma mientras se convierte en polvo amarillo.

### Recepción
Jocelyn Vena de MTV News le dio al vídeo una crítica positiva. Notó que Kesha "se las arregla para abrazar su parte animal y tener una fiesta de neón en un hotel abandonado en el medio de la nada." Ella dijo que "Mientras que el concepto de "muchas personas bonitas bailando en el polvo" es bastante simple, los colores de neón se las arreglan para gestionar el video, al igual que la arena de color que es tirada en el aire mezclada con purpurina." Su conclusión del vídeo y de Kesha que era lo más sencillo de lo que parecía ser, "se las arregla para ser sexy y divertida mientras está en el desierto."

## Presentaciones en vivo
El 13 de agosto de 2010, Kesha presentó "Take It Off" junto a sus sencillos "Your Love Is My Drug y "Tik Tok" en Today Show en NBC. En la presentación es vista vistiendo botas, medias de rejilla, pantalones cortos y una camiseta sin mangas sueltas. En el segundo verso, sus bailarines - vestidos de pies a cabeza de negro - comienzan a desvestirse apropiadamente a la música mientras el estribillo comienza a empezar revelando camisetas doradas y camisetas sin mangas. En el show aparece máquinas de humo con Kesha tocando en un teclado eléctrico, mientras se arrastra por el suelo. También ha presentado la canción para la radio de BBC, Big Weekend.

## Listado de canciones
- Descarga digital[21]

1. «Take It Off» – 3:35

## Créditos y personal
- Composición - Kesha Sebert, Lukasz Gottwald, Claude Kelly
- Producción - Dr. Luke
- Instrumentos y programación - Dr. Luke
- Edición de voz - Emily Wright
- Coros - Claude Kelly, Aniela Gottwald, Tatiana Gottwald, Lukasz Gottwald, Graham Bryce
- Ingeniería - Emily Wright, Sam Holland

## Posicionamiento
| Listas (2010)                | Posiciones |
| ---------------------------- | ---------- |
| Australia ARIA Singles Chart | 5          |
| Brasil Hot 100               | 12         |
| Canadian Hot 100             | 8          |
| España Los 40 Principales    | 18         |
| Irish Singles Chart          | 12         |
| Nueva Zelanda Singles Chart  | 11         |
| UK Singles Chart             | 15         |
| US Billboard Hot 100         | 8          |

### Certificaciones
| Región    | Certificaciones |
| --------- | --------------- |
| Australia | Oro             |

## Radios
| País           | Fecha                    |
| -------------- | ------------------------ |
| Estados Unidos | 13 de julio de 2010      |
| Australia      | 19 de julio de 2010      |
| Reino Unido    | 20 de septiembre de 2010 |